# (2747) Český Krumlov
(2747) Český Krumlov (1980 DW; 1953 FO1; 1975 EK5; 1977 SV2; 1977 TM3; 1977 TS7; 1982 OM) ist ein ungefähr 30 Kilometer großer Asteroid des äußeren Hauptgürtels, der am 19. Februar 1980 vom tschechischen (damals: Tschechoslowakei) Astronomen Antonín Mrkos am Kleť-Observatorium auf dem Kleť in der Nähe von Český Krumlov in der Tschechischen Republik (IAU-Code 046) entdeckt wurde.

## Benennung
(2747) Český Krumlov wurde nach der Stadt Český Krumlov benannt, das heute im Okres Český Krumlov in der Region im Jihočeský kraj in Tschechien liegt. Die Stadt liegt an der Moldau, nach der der Asteroid (2123) Vltava benannt ist. Das Kleť-Observatorium, an dem der Asteroid entdeckt wurde, liegt etwa 700 Meter über der Stadt.